# Mörttjärnen (Bjuråkers socken, Hälsingland)
Mörttjärnen är en sjö i Hudiksvalls kommun i Hälsingland och ingår i Delångersåns huvudavrinningsområde.